# Hidejirō Nagata
Hidejirō Nagata (永田秀次郎), né le 23 juillet 1876 dans le district de Mihara (en) au Japon et décédé à l'âge de 67 ans le 17 septembre 1943, est un homme politique japonais qui fut membre de la chambre des pairs, deux fois ministre et deux fois maire de Tokyo.

## Biographie
Natif du district de Mihara (en) dans la préfecture de Hyōgo (aujourd'hui dans la ville de Minamiawaji), Nagata est diplômé de l'ancêtre de l'université impériale de Kyoto. Il est ensuite principal d'une école de Sumoto de 1902 à 1904 avant d'entrer au ministère des Affaires intérieures où il gravit les échelons jusqu'à devenir chef du département de la police de la préfecture de Kyoto. D'avril à octobre 1916, il est gouverneur de la préfecture de Mie puis retourne au ministère des Affaires intérieures pour prendre la tête du bureau de la sécurité publique. Du 22 décembre 1920 au 29 mai 1923, il est député-maire de Tokyo.
Du 29 mai 1923 au 8 septembre 1924, Nagata est maire de Tokyo et c'est pendant son mandat que se déroule le grand séisme de Kantō de 1923 qui ravage la ville et cause plus de 100 000 morts. En 1926, il publie un livre intitulé Retour à l'esprit de la fondation de l'état japonais pour promouvoir le nouveau jour férié du Kenkoku Kinenbi, qu'il a aidé à établir deux ans auparavant en faisant pression avec une organisation de droite qu'il dirige.
En mai 1929, Nagata devient le président de l'université de Takushoku. Il redevient maire de Tokyo du 30 mai 1930 au 25 janvier 1933. Il soutient fortement l'accueil des jeux olympiques d'été de 1940 à Tokyo. Pour Nagata, il était essentiel que Tokyo accueille les jeux car la date coïncidait avec le 2600e anniversaire officiel du Japon. Il est forcé de démissionner après l'arrestation d'environ 6 900 suspects communistes à Tokyo.
Nagata devient ensuite membre de la chambre des pairs de la Diète du Japon. Du 9 mars 1936 au 2 février 1937, il est ministre des Affaires coloniales dans le gouvernement de Kōki Hirota. Il est plus tard nommé ministre des Chemins de fer dans le gouvernement de Nobuyuki Abe, fonction qu'il occupe du 29 novembre 1939 au 14 janvier 1940.
Nagata est également l'un des fondateurs de la fédération japonaise de football.